# Championnats de Tunisie d'athlétisme 1991
Navigation
1990 1992
Les championnats de Tunisie d'athlétisme 1991 sont une compétition tunisienne d'athlétisme se disputant en 1991.

## Palmarès
| Discipline            | Hommes                 | Hommes        | Femmes          | Femmes        |
| --------------------- | ---------------------- | ------------- | --------------- | ------------- |
| 100 m                 | Magtouf Hammami        | 10 s 8        | Hend Kabaoui    | 12 s 4        |
| 200 m                 | Magtouf Hammami        | 21 s 7        | Hend Kabaoui    | 25 s 3        |
| 400 m                 | Adel Jemmali           | 49 s          | Hend Kabaoui    | 59 s 3        |
| 800 m                 | Adel Jemmali           | 1 min 52 s 3  | Houda Chabouh   | 2 min 18 s 9  |
| 1 500 m               | Hamadi Chabouh         | 3 min 49 s 8  | Houda Chabouh   | 4 min 47 s 6  |
| 3 000 m               |                        |               | Souad Ben Toumi | 10 min 42 s 1 |
| 5 000 m               | Lotfi Aghzala          | 14 min 10 s 4 |                 |               |
| 10 000 m              | Abderrazak Gtari       | 30 min 56 s 6 | Souad Ben Toumi | 38 min 51 s 2 |
| 100 m haies           |                        |               | Hend Kabaoui    | 15 s 3        |
| 110 m haies           |                        |               |                 |               |
| 400 m haies           |                        |               | Hend Kabaoui    | 62 s          |
| 3 000 m steeple       |                        |               |                 |               |
| Relais 4 × 100 mètres |                        |               |                 |               |
| Relais 4 × 400 mètres |                        |               |                 |               |
| Saut en longueur      | Samir Sidia            | 7,22 m        | Maha Belkahla   | 5,53 m        |
| Triple saut           | Mohamed Karim Sassi    | 15,92 m       | Hend Kabaoui    | 11,73 m       |
| Saut en hauteur       | Lamine Cheffi          | 2,06 m        | Hédia Zalila    | 1,55 m        |
| Saut à la perche      | Mejdi Drine            | 4,80 m        |                 |               |
| Lancer du poids       | Sami Samir             | 15,51 m       | Lamia Naouara   | 12,95 m       |
| Lancer du disque      | Abderrazak Ben Hassine | 44,78 m       | Monia Kari      | 44,62 m       |
| Lancer du marteau     | Mohamed Rafet Dhahak   | 50,48 m       | Monia Kari      | 36,26 m       |
| Lancer du javelot     | Samir Boughattas       | 65,86 m       | Basma Khémir    | 44,24 m       |
| Décathlon             | Féthi Boutartour       | 6 636 points  |                 |               |
| Heptathlon            |                        |               | Hédia Zalila    | 4 627 points  |
| Marathon              |                        |               |                 |               |